# 風は吹いている
「風は吹いている」（かぜはふいている）は、日本の女性アイドルグループ・AKB48の楽曲。楽曲は秋元康により作詞、河原嶺旭により作曲されている。2011年10月26日にAKB48のメジャー23作目のシングルとしてキングレコードから発売された。楽曲のセンターポジションは前田敦子と大島優子の2人が務めた。
楽曲はAKB48およびその姉妹グループのメンバーから選抜された18人により歌唱されている。3種類あるシングルのジャケットには、アースカラーの衣装を身につけたそれぞれ異なる組み合わせのメンバー3人が写されている。
楽曲は2011年3月11日に発生した東北地方太平洋沖地震（東日本大震災）の被災地へ向けた「震災復興応援ソング」として制作されたメッセージソングであり、音楽的にはロックの要素を持つ楽曲である。この楽曲は「カッコよく神秘的な一面がうかがえる新境地といえるナンバー」といった肯定的な評価を複数の批評において得ているほか、複数の音楽チャートで1位を獲得しており、オリコンシングルチャートにおいてはデイリーチャートの集計初日のみでミリオンセラーを達成し、週間チャートでは当時歴代3番目に高い初動売上を記録して1位にランクインした。このほか、RIAJ有料音楽配信チャートやビルボードジャパンのチャートにおいても1位を獲得した。
楽曲のミュージック・ビデオは黒田秀樹が監督を務めており、通常のバージョンと「DANCE! DANCE! DANCE! ver.」と名付けられたバージョンがある。ビデオにはアースカラーの映像の中でのダンスシーンが盛り込まれており、通常のバージョンではメンバーに抱きしめられる怪物のようなものが登場している。楽曲は東日本大震災の発生1年後に行われたAKB48とその姉妹グループのチャリティイベントなど多くの場でライブ・パフォーマンスが行われており、テレビでは2011年末の『第62回NHK紅白歌合戦』でも披露された。

## 背景とリリース
AKB48の23作目のシングルに関する告知は、2011年7月3日に東京ビッグサイトで行われた自身の21作目のシングル『Everyday、カチューシャ』の大握手会において行われ、その発売が同年10月に予定されていることが明らかになった。同年9月1日、発売日が10月26日となることが複数の音楽ニュースサイトで明らかにされ、9月4日、ナゴヤドームで開催された自身の前作『フライングゲット』の発売記念握手会イベントにおいて表題曲のタイトルが「風は吹いている」であることが発表された。
初選抜はゼロ。山本彩が『Everyday、カチューシャ』以来2作ぶりの選抜入りで、秋元才加、倉持明日香、佐藤亜美菜、増田有華の4人が選抜から外れた。
2011年9月15日、楽曲「風は吹いている」が東日本大震災の復興を支援する楽曲として仕上がっていることが明らかにされた。翌16日に放送された情報番組『めざましテレビ』や『スッキリ!!』で、楽曲のミュージック・ビデオが完成したことが明らかにされた。同年9月30日、楽曲のアーティスト写真とジャケット写真が公開された。楽曲は、同年10月17日に放送されたフジテレビ系列の音楽番組『HEY!HEY!HEY! MUSIC CHAMP』において披露され、同番組のブログによるとこれが「風は吹いている」のテレビ上での初披露である。
CD発売に先駆け、2011年10月5日から「風は吹いている」の着うたおよび待ちうたがレコチョクから配信された。また、同年11月4日までに限り、着うたの購入者全員に全8種類の「オリジナル待受画像」が特典としてプレゼントされた（スマートフォンによる購入を除く）。同年10月19日からは同曲の着うたフルがレコチョクから配信された。「風は吹いている」のCDシングルは、「Type-A」の通常盤と数量限定生産盤、「Type-B」の通常盤と数量限定生産盤、「劇場盤」の5形態がリリースされた。特典として、Type-AおよびBそれぞれの数量限定生産盤には握手会イベント参加券（全2種のうちランダムで1種）、それぞれの通常盤には生写真（全37種のうちランダムで1種）が封入されているほか、これら4形態に共通する特典として、ファンからの人気投票によりセットリストが決められるライブイベント『リクエストアワーセットリストベスト100 2012』の楽曲投票シリアルナンバーが期間限定で封入された。劇場盤には劇場盤発売記念大握手会参加券1枚および各メンバー個別生写真（ランダムで1枚）が封入されている。
シングルの初回出荷枚数は、当時のAKB48のシングルとしては最高枚数である160万枚となった。
PC配信はCDシングルと同日の2011年10月26日にリリースされており、「Type-A」「Type-B」「劇場盤」の3形態が存在する。
楽曲のキャッチコピーは「少しずつ、前に進もう」。楽曲のセンターポジションは前田敦子と大島優子。

### 楽曲の決定と録音
AKB48の楽曲のメロディーは、少なくとも400曲から500曲にのぼる候補の中から秋元康が選ぶという形で決定している。作曲家の河原嶺旭は自身の所属事務所を通してAKB48の新曲が募集されていることを知り、2011年7月初旬に自身の作曲した楽曲のデモテープを提出した。「風は吹いている」のメロディーの決定にあたり、秋元は「Everyday、カチューシャ」の決定時とほぼ同数である約1,000曲の候補曲を聴いている、という旨をあるキングレコード関係者が話しており、河原の楽曲はその候補の中から選ばれてシングル曲となった。河原は本楽曲の発売前日当時23歳のアイドルと同世代の若手作曲家であり、関係者は秋元が彼の楽曲を選んだ理由について「秋元氏は、その曲を誰が書いたか全く気にせずに選んでいる。しがらみは一切ない。ただそのメロディーが良いかどうかだけが基準」と語っている。
「風は吹いている」のレコーディングは、2011年7月下旬から1か月半の期間をかけて行われた。AKB48の楽曲のレコーディングは通常2週間から3週間で終えられるのに対し本楽曲は長くかかっている。この間秋元は楽曲のミキシングにこだわりを入れており、関係者は「歌詞をリスナーに届けるにはどの音が良いのか、試行錯誤を繰り返し、5回ほど直した」と話している。

## アートワーク
『風は吹いている』のジャケット写真は、CDシングルのType-A、Type-B、劇場盤に対応して3種類存在する。Type-AとType-Bそれぞれにおける通常盤と数量限定生産盤は共通のデザインが使われている。ジャケットはいずれもAKB48のメンバー3人が写されており、それぞれのメンバーはType-Aが大島優子・前田敦子・板野友美、Type-Bが高橋みなみ・柏木由紀・渡辺麻友、劇場盤が大島優子・前田敦子・高橋みなみとなっている。また、Type-AとType-Bにおいては自然の中で座ってこちらを見ているメンバーが写されているが、劇場盤では目を閉じて胸に手を当てているメンバーが写されている。ジャケットにおけるメンバーの衣装はアースカラーで、オリコンのニュース記事では「森ガール風のエスニック調衣装」と表現されている。本シングルのジャケット写真について、ナタリーのニュース記事では「これまでのシングルとはひと味異なる雰囲気のアートワーク」、hotexpressのニュース記事では「色使いも表情も今までとは違った厳かでシックな作風」と評している。

## 音楽性
「風は吹いている」は、2011年3月11日に発生した東日本大震災の被災地へ向けた「震災復興応援ソング」であり、発売元のキングレコードは本楽曲をメッセージソングであるとしている。AKB48による被災地への支援は本楽曲の発売以前から行われており、震災の発生直後から「「誰かのために」プロジェクト」を立ち上げ、義援金の寄付、被災地でのライブなどの活動を行ってきている。Yahoo!ミュージックのレポート記事ではこうした点に触れた上で、本楽曲を「そんな彼女たちの真摯（しんし）な気持ちを反映した」楽曲であると述べている。オリコンの特集ページの筆者である三沢千晶も同様の点に触れ「メッセージを発信し続けてきた彼女たちの想いが100%詰まった1曲である」と記している。本楽曲の音楽性については、ロックの要素を持つ楽曲であることが複数の批評・特集で指摘されており、音楽雑誌『オリ★スタ』のライター・菊地陽子は「フォークロック」と指摘している。楽曲においては、アコースティックギターのカッティングが用いられている。CDジャーナルによると、本楽曲はミドルテンポの楽曲である。

## 批評
「風は吹いている」は、複数の批評において肯定的な評価を得ている。hotexpressの竹川春奈は本楽曲について「アイドル然とした作品とは正反対のモノ」と表現した上で、「メンバーはそれぞれ魂のこもった歌声とダンスを披露しており、より一層“届く”“伝わる”歌に仕上がっている」と述べている。『CDジャーナル』の視聴記コメントでは、歌詞について「目を逸らさずにはっきりと状況を描写することで、“傍観者にはならないよ”というメッセージと決意が感動的に響く」と評し、さらに音楽性について「新たな一歩を踏み出している印象」とした上で「国民的な人気を得た彼女たちの責任と成長を感じさせる」と評している。同じく『CDジャーナル』の楽曲コメントでは、本楽曲の音楽性について「ギター・カッティングの乾いた響きと荒涼とした中にも希望が見える生命力ある旋律が秀逸なミッド」と評している。本楽曲に関するYahoo!ミュージックのレポート記事では、AKB48がそれまで東日本大震災の被災地での活動をしてきたことに触れた上で「そんな彼女たちの新曲『風は吹いている』は安易な応援ソングではなく、困難を前に絶望する人の気持ちを分かち合い、その悲しみを背負い『傍観者にはならない』と歌う、覚悟と力強さが印象的だ」と記述している。また音楽性については「サウンドはこれまでのシングルにはなかったアコースティックギターのカッテョングが淡々とした歩みを思わせたり、全体的にじっくり聴かせるロック調が新鮮な仕上がりになっている」（注:原文ママ）と評している。本楽曲に関するオリコンの特集ページで、筆者の三沢千晶は「抑えの効いたサビは、歌詞と相まって、傷ついた心の真ん中には決して消えることのない情熱の灯が点っていると感じられるのだ」と述べている。さらに歌詞については「意味を持たない言葉がひとつも見当たらない」と述べ、その歌い出し部分に触れた上で「被災者も、支援したいと思っている人も、どちらの立場からもこの歌に入っていける」「復興を願うすべての人たちが、“できることを始めようか？”というひとつの想いで繋がれる歌であると思うのだ」と記している。『オリ★スタ』の菊地陽子は「独特のメタリックなハイトーンボイスには、少女らしい危うさと、未来に対する手探り感が滲む」と述べた上で、「でもそこには、“この時代のど真ん中を生きている”という勢いと自負とを持つ彼女たちならではの力強さがある。まるで、21世紀の日本に降り立ったジャンヌ・ダルクのようだ。」と記している。

## チャート成績
『風は吹いている』のシングルCDは、発売前日（集計初日）の2011年10月25日付オリコンデイリーシングルチャートで推定売上枚数約104万6000枚を記録し、初登場で1位にランクインした。前作『フライングゲット』が2011年8月23日付で記録した約102万6000枚を抜き、集計初日の推定売上枚数の最高枚数を更新したほか、前作から2作連続で同チャート集計初日にミリオンセラーを達成した。AKB48のシングルのミリオンセラー達成は『桜の木になろう』から4作連続、通算5作目である。
その後、2011年11月7日付オリコン週間シングルチャートで初登場1位を記録した。『RIVER』から10作連続の1位となり、女性グループによる連続1位獲得数記録を32年11か月ぶりに更新した（それまでの記録はピンク・レディーの9作連続、『S・O・S』から『カメレオン・アーミー』で記録）。初動売上は約130万枚であり、発売当時AKB48自身の『フライングゲット』『Everyday、カチューシャ』に続くオリコン歴代3位の記録となり、同時にAKB48のシングルが初動売上の上位3位までを独占した。また、この初動売上により当時のAKB48のシングル総売上が約1034万枚となった。女性グループでシングル総売り上げが1000万枚を突破したのはピンク・レディー、SPEED、モーニング娘。に続き4組目である。オリコン週間シングルチャートにおけるランクイン回数は28回となった。
2011年度のオリコン年間シングルチャートにおいては、集計期間内に約141万9000枚を記録してAKB48自身の『フライングゲット』『Everyday、カチューシャ』に続く3位にランクインした。4位・5位もAKB48の作品であり、この年の年間チャートは上位5位までをAKB48の作品が占めている。
本楽曲の着うたフルは、2011年10月25日付RIAJ有料音楽配信チャート（日本レコード協会）において1位に初登場し、続く11月1日付で2週連続の1位を記録した。また、同社調べによる2011年度の着うたフルの年間チャートにおいては42位にランクインした。
Billboard JAPANのチャートにおいては、2011年11月7日付のHot 100、Hot Top Airplay、Hot Singles Salesで同時に1位にランクインした。このほか、同日付のAdult Contemporary Airplayにおいて5位を記録した。同年間チャートにおいては、2011年度のHot 100 Year EndおよびHot Singles Sales Year Endにおいてそれぞれ6位にランクインしており、同年度のHot Top Airplay Year Endでは94位にランクインした。

### 週間チャート
| チャート（2011年）                               | 最高順位 |
| ------------------------------------------------ | -------- |
| 日本・オリコン週間シングルチャート               | 1        |
| 日本・RIAJ有料音楽配信チャート                   | 1        |
| 日本・Billboard Japan Hot 100                    | 1        |
| 日本・Billboard Japan Hot Top Airplay            | 1        |
| 日本・Billboard Japan Hot Singles Sales          | 1        |
| 日本・Billboard Japan Adult Contemporary Airplay | 5        |

### 月間チャート
| チャート（2011年）                         | 最高順位 |
| ------------------------------------------ | -------- |
| 日本・オリコン月間シングルチャート（10月） | 1        |

### 年間チャート
| チャート（2011年）                               | 最高順位 |
| ------------------------------------------------ | -------- |
| 日本・オリコン年間シングルチャート               | 3        |
| 日本・有料音楽配信チャート「2011年年間チャート」 | 42       |
| 日本・Billboard Japan Hot 100 Year End           | 6        |
| 日本・Billboard Japan Hot Singles Sales Year End | 6        |
| 日本・Billboard Japan Hot Top Airplay Year End   | 94       |

### ゴールド等認定
| 国、地域 | 認定                           |
| -------- | ------------------------------ |
| 日本     | ミリオン（邦楽［シングル］）   |
| 日本     | プラチナ（着うたフル）         |
| 日本     | プラチナ（PC配信［シングル］） |

## ミュージック・ビデオ
「風は吹いている」のミュージック・ビデオは、CMディレクターの黒田秀樹が監督を務めている。黒田はそれまで資生堂のヘアケアブランド「TSUBAKI」やパナソニックのデジカメブランド「LUMIX」のコマーシャルなどを制作しており、オリコンの特集ページで三沢千晶はこのことに触れた上で、黒田がビデオの監督に起用されたことについて「独特の映像センスは『風は吹いている』というコンセプチュアルな楽曲にふさわしい人選であった」と述べている。ビデオには通常のバージョンのほか、「DANCE! DANCE! DANCE! ver.」とよばれるバージョンがある。
ビデオ（DANCE! DANCE! DANCE! ver.）はアースカラーの映像からなる。初めに映されているのは荒涼とした大地の中央に扉、その奥に人工の壁がある風景であり、そのあとで風の音がしてAKB48のメンバーが扉の向こう側から登場し、そこから楽曲とダンスが始まる。メンバーの衣装はモスグリーン色で、黒のフラットシューズを履いており、髪を束ねて黒ベール付きのヘッドドレスを着けている。ビデオの最後は、初めに映されていた扉が閉じられる映像で締められる。三沢はメンバーの髪飾りについて「犠牲になった方々への哀悼の意を表しているのだろう」と推測している。このほか、通常のバージョンにおいては「怪物」のようなものが吊るし上げられた状態で登場し、メンバーたちが戒めを解いてそれを抱きしめるシーンがある。リアルライブの記事で、あるアイドル誌記者は「モリゾーかトトロのようなこの怪物は、人によっては震災そのものを連想させる」と述べている。
三沢はこのビデオにおける最も重要なこととして、出演メンバー全員が「薄めの同じメイクで同じように見えること」を挙げており、このことから「AKB48が一丸となって応援しているというメッセージと、“みんな同じ人間なんだよ”というメッセージが込められているように感じる」と述べている。さらに楽曲の歌詞と絡めた分析も加えており、初めに登場する扉について「あの扉はきっと＜記憶の傷口＞。そこから一歩を踏み出すための、新しい扉なのかもしれない。」とした上で、「その扉から出てきた＜生命の息吹＞である彼女たちが、強く生きていく勇気を与えてくれる。だから最後に過去のモノクロの世界の扉は閉じられるのだ。」と記している。hotexpressの竹川春奈はこのビデオについて「個々の可愛らしさやよりも“一心同体”を表現したモノトーンのミュージックビデオ」（注:原文ママ）と表現している。リアルライブの記事では、AKB48の過去のミュージック・ビデオについて見る側に深読みをさせる演出を含んでいると述べ、このビデオについても「独特の世界観は健在の様子だ」と述べている。同記事におけるあるアイドル誌記者によると、ビデオに登場する「怪物」が意味不明だとして話題になったほか、世間で「どう被災地の希望を表しているか」などの点に関して「深読み」がされたという。
アンダーガールズ曲「君の背中」のミュージック・ビデオのロケ地は、神奈川県鎌倉市の極楽寺駅などで撮影されている。

## ライブ・パフォーマンス
「風は吹いている」は、2011年10月29日に味の素スタジアムで開催された『フライングゲット』の握手会イベントで披露されており、オリコンのニュース記事によるとこれが本楽曲の「初披露」である。テレビ番組上での披露はこのイベント以前から行われており、その初披露がなされたのは同年10月17日に放送された『HEY!HEY!HEY! MUSIC CHAMP』である旨が同番組のブログに記されている（#発売までの経過の節で前述）。
「風は吹いている」は、2011年10月28日放送の『ミュージックステーション』においてもメドレー形式で「言い訳Maybe」とともに披露され、この日がテレビ番組中で初めてのフルコーラス披露であった。このときAKB48は、白と黒を主体とした色に数字が散りばめられたデザインの新衣装でパフォーマンスを行った。メンバーの板野友美のブログによると衣装はこの番組のために用意されたものである。衣装をデザインした茅野しのぶによると、この衣装の数字には「立ち止まっている時間はなく、時は刻まれている」という意味が込められている。Techinsightの記事はこの衣装について「ちりばめられた数字が軽快な感じを出しながら、カラーは白と黒を主体とした派手になりすぎないものでそれぞれの曲に合うものだった」と述べている。
2011年11月24日、神戸ワールド記念ホールで行われた『第44回ベストヒット歌謡祭』においてもメドレー形式で披露された。この日は、ベロアの生地と光沢のある生地を2種類合わせた青色の新衣装でパフォーマンスを行った。
2011年12月7日、グランドプリンスホテル新高輪で行われた『第40回FNS歌謡祭』においてもメドレー形式で披露され、この日の衣装はベルトが全部羽で片側だけ袖がついたデザインで、激しさや勢いを出すために墨でプリントされたモノクロの新衣装だった。
2011年12月23日、千葉県幕張メッセ・イベントホールで行われた『ミュージックステーションスーパーライブ2011』においてもメドレー形式中でフルコーラス披露され、ペプラムと、折り紙のような襟をポイントにした白が多めのモノクロの新衣装でパフォーマンスを行った。
2011年12月31日、NHKホールで行われた『第62回NHK紅白歌合戦』においても本楽曲が披露された。パフォーマンスは「紅白2011 AKB48スペシャルMIX 〜がんばろう日本!〜」と題したメドレー形式で行われ、本楽曲はそのうち最初に披露された。このときのメンバーの衣装は、幻想的な世界を演出するためオーガンジーを重ねた白と黒を基調としたドレスであり、曲の終了時にはこのドレスを脱ぎ捨てる形でメドレー2曲目の「フライングゲット」へと移った。このメドレーではパフォーマンスに参加する人数が楽曲ごとに異なり、本楽曲は「選抜メンバーの18人」によりパフォーマンスされた。
東日本大震災からちょうど1年が経過した2012年3月11日、AKB48とその姉妹グループ（SKE48、NMB48、HKT48）はそれぞれの劇場でチャリティイベント「東日本大震災復興支援特別公演〜誰かのためにプロジェクト〜」を開催した。このイベントにおいて、震災復興応援ソングである本楽曲はいずれの劇場でも最初の曲目として披露された。本楽曲は、同年4月14日に震災被災地である宮城県の日本製紙クリネックススタジアム宮城で実施されたAKB48の握手会イベント「『フライングゲット』『風は吹いている』全国握手会イベント 東北エリア」でも披露された。
発売から11年を経過した、2023年2月23日初日のNMB48の9期生による世代交代前夜公演にて、カップリング曲の「蕾たち」がセットリストに加わった。

## メディアでの使用
「風は吹いている」はいくつかのテレビコマーシャルで使用された。本楽曲が使用されたのは、GREE『AKB48ソーシャルゲーム』、ヒーローズ『月刊ヒーローズ』創刊キャンペーン、バンダイナムコゲームス「太鼓の達人×AKB48」のコマーシャルである。このうち、『太鼓の達人』とのタイアップについては、同ゲームシリーズの稼動開始10周年を記念した企画の一環であり、本楽曲は「10周年記念ソング」のひとつとして複数のプラットフォームに収録されている。

## シングル収録トラック

### Type-A
「数量限定生産盤」と「通常盤」の2種類が存在するが、収録トラックは同一。
| #  | タイトル                            | 作詞   | 作曲     | 編曲                     | 時間 |
| -- | ----------------------------------- | ------ | -------- | ------------------------ | ---- |
| 1. | 「風は吹いている」                  | 秋元康 | 河原嶺旭 | 河原嶺旭、野中“まさ”雄一 | 3:43 |
| 2. | 「君の背中」(アンダーガールズ)      | 秋元康 | 板垣祐介 | 板垣祐介                 | 4:14 |
| 3. | 「Vamos」(アンダーガールズ ばら組)  | 秋元康 | 早川暁雄 | 池澤聡                   | 4:26 |
| 4. | 「風は吹いている (off vocal ver.)」 |        |          |                          | 3:43 |
| 5. | 「君の背中 (off vocal ver.)」       |        |          |                          | 4:14 |
| 6. | 「Vamos (off vocal ver.)」          |        |          |                          | 4:24 |

| #  | タイトル                                         | 作詞 | 作曲・編曲 | 監督     |
| -- | ------------------------------------------------ | ---- | ---------- | -------- |
| 1. | 「風は吹いている」                               |      |            | 黒田秀樹 |
| 2. | 「君の背中」                                     |      |            | 高橋栄樹 |
| 3. | 「Vamos」                                        |      |            | 中村太洸 |
| 4. | 「風は吹いている （DANCE! DANCE! DANCE! ver.）」 |      |            |          |
| 5. | 「特典映像 AKB48コント 「フェロモン刑事」編」    |      |            |          |

### Type-B
「数量限定生産盤」と「通常盤」の2種類が存在するが、収録トラックは同一。
| #  | タイトル                                    | 作詞   | 作曲       | 編曲                     | 時間 |
| -- | ------------------------------------------- | ------ | ---------- | ------------------------ | ---- |
| 1. | 「風は吹いている」                          | 秋元康 | 河原嶺旭   | 河原嶺旭、野中“まさ”雄一 | 3:43 |
| 2. | 「君の背中」(アンダーガールズ)              | 秋元康 | 板垣祐介   | 板垣祐介                 | 4:15 |
| 3. | 「ゴンドラリフト」(アンダーガールズ ゆり組) | 秋元康 | 伊藤心太郎 | 若田部誠                 | 4:57 |
| 4. | 「風は吹いている (off vocal ver.)」         |        |            |                          | 3:43 |
| 5. | 「君の背中 (off vocal ver.)」               |        |            |                          | 4:15 |
| 6. | 「ゴンドラリフト (off vocal ver.)」         |        |            |                          | 4:55 |

| #  | タイトル                                         | 作詞 | 作曲・編曲 | 監督     |
| -- | ------------------------------------------------ | ---- | ---------- | -------- |
| 1. | 「風は吹いている」                               |      |            | 黒田秀樹 |
| 2. | 「君の背中」                                     |      |            | 高橋栄樹 |
| 3. | 「ゴンドラリフト」                               |      |            | 丸山健志 |
| 4. | 「風は吹いている （DANCE! DANCE! DANCE! ver.）」 |      |            |          |
| 5. | 「特典映像 AKB48コント 「タクシー」編」          |      |            |          |

### 劇場盤
| #  | タイトル                            | 作詞   | 作曲       | 編曲                     | 時間 |
| -- | ----------------------------------- | ------ | ---------- | ------------------------ | ---- |
| 1. | 「風は吹いている」                  | 秋元康 | 河原嶺旭   | 河原嶺旭、野中“まさ”雄一 | 3:43 |
| 2. | 「君の背中」(アンダーガールズ)      | 秋元康 | 板垣祐介   | 板垣祐介                 | 4:14 |
| 3. | 「蕾たち」(Team 4+研究生)           | 秋元康 | 伊藤心太郎 | 野中“まさ”雄一           | 3:43 |
| 4. | 「風は吹いている (off vocal ver.)」 |        |            |                          | 3:43 |
| 5. | 「君の背中 (off vocal ver.)」       |        |            |                          | 4:14 |
| 6. | 「蕾たち (off vocal ver.)」         |        |            |                          | 3:42 |

## 選抜メンバー
- 板野友美
- 大島優子
- 河西智美
- 柏木由紀
- 北原里英
- 小嶋陽菜
- 指原莉乃
- 篠田麻里子
- 高城亜樹
- 高橋みなみ
- 前田敦子
- 松井珠理奈 [注釈 5]
- 松井玲奈 [注釈 5]
- 峯岸みなみ
- 宮澤佐江
- 山本彩 [注釈 6]
- 横山由依
- 渡辺麻友

## 収録アルバム
- 1830m
- 0と1の間

## JKT48によるカバー
AKB48の姉妹グループであるJKT48は、本曲を「Angin Sedang Berhembus - The Wind is Blowing/Kaze wa Fuiteiru」というタイトルでカバーしている。グループの8作目のシングルとして、2014年12月24日にHits Recordsから発売された。
歌詞はインドネシア語に翻訳したものである。楽曲のセンターポジションはジェシカ・フェランダとメロディー・ヌランダニ・ラクサニが務めた。通常盤には英語でカバーしたバージョンも収録されている。CDは通常盤と劇場盤で販売された。
カップリングでは他に、SKE48から「キスだって左利き」、AKB48 チームサプライズから「重力シンパシー」、AKB48から「永遠プレッシャー」、HKT48から「ウインクは3回」のカバーが収録されている。

### シングル収録トラック (JKT48)
| #  | タイトル                                                                              | 作詞   | 作曲        | 編曲                     |
| -- | ------------------------------------------------------------------------------------- | ------ | ----------- | ------------------------ |
| 1. | 「Angin Sedang Berhembus - The Wind is Blowing/Kaze wa Fuiteiru」                     | 秋元康 | 河原嶺旭    | 河原嶺旭、野中“まさ”雄一 |
| 2. | 「Ciuman juga kidal - Kiss date Hidarikiki」                                          | 秋元康 | 川島有真    | 板垣祐介                 |
| 3. | 「Simpati Gravitasi - Juryoku Sympathy」                                              | 秋元康 | 原田ナオ    | 原田ナオ                 |
| 4. | 「Selamanya Pressure - Eien Pressure」                                                | 秋元康 | 丸谷マナブ  | 若田部誠                 |
| 5. | 「Berkedip 3 kali - Wink wa 3 Kai」                                                   | 秋元康 | truly truth | 野中“まさ”雄一           |
| 6. | 「The Wind is Blowing - Angin Sedang Berhembus/Kaze wa Fuiteiru (English Version)」   | 秋元康 | 河原嶺旭    | 河原嶺旭、野中“まさ”雄一 |
| 7. | 「Angin Sedang Berhembus - The Wind is Blowing/Kaze wa Fuiteiru (off vocal version)」 |        | 河原嶺旭    | 河原嶺旭、野中“まさ”雄一 |

| #  | タイトル                                                                                        | 作詞 | 作曲・編曲 |
| -- | ----------------------------------------------------------------------------------------------- | ---- | ---------- |
| 1. | 「Angin Sedang Berhembus ~ The Wind is Blowing/Kaze wa Fuiteiru Music Video」                   |      |            |
| 2. | 「Angin Sedang Berhembus - The Wind is Blowing/Kaze wa Fuiteiru Behind the scenes Music Video」 |      |            |

### 選抜メンバー (JKT48)
- アヤナ・シャハブ
- ベビー・チャエサラ・アナディラ
- シンディ・ユフィア
- デフィ・キナル・プトゥリ
- ガイダ・ファリシャ
- 仲川遥香
- ジェシカ・フェランダ
- メロディー・ヌランダニ・ラクサニ
- ナビラ・ラトナ・アユ・アザリア
- ラトゥ・フィエンニ・フィトゥリリア
- レズキー・ウィランティ・ディク
- 近野莉菜
- シャニア・ジュニアナタ
- シンタ・ナオミ
- タリア
- フィフィヨナ・アプリアニ